# Wahlkreis Salerno (Camera dei deputati)
Der Wahlkreis Salerno ist seit 2017 ein Wahlkreis (italienisch collegio elettorale) für die Wahl der Abgeordnetenkammer.

## Von 2017 bis 2020

### Wahlkreisgebiet
Der Wahlkreis umfasste 19 Gemeinden der Provinz Salerno (Amalfi, Atrani, Baronissi, Cava de’ Tirreni, Cetara, Conca dei Marini, Fisciano, Furore, Maiori, Mercato San Severino, Minori, Pellezzano, Positano, Praiano, Ravello, Salerno, Scala, Tramonti und Vietri sul Mare).

### Wahlergebnisse

#### Parlamentswahl 2018
| Kandidaten               | Kandidaten             | Stimmen | %    | Listen                                      | Stimmen | %    |
| ------------------------ | ---------------------- | ------- | ---- | ------------------------------------------- | ------- | ---- |
|                          | Nicola Provenzagewählt | 67.635  | 40,8 | Movimento 5 Stelle                          | 67.635  | 40,8 |
|                          | Gennaro Esposito       | 45.229  | 27,3 | Forza Italia                                | 27.056  | 16,3 |
| Fratelli d’Italia        | Gennaro Esposito       | 45.229  | 27,3 | 8.254                                       | 5,0     |      |
| Lega per Salvini Premier | Gennaro Esposito       | 45.229  | 27,3 | 8.113                                       | 4,9     |      |
| Noi con l’Italia – UDC   | Gennaro Esposito       | 45.229  | 27,3 | 1.806                                       | 1,1     |      |
|                          | Piero De Luca          | 38.305  | 23,1 | Partito Democratico                         | 31.486  | 19,0 |
| +Europa                  | Piero De Luca          | 38.305  | 23,1 | 3.818                                       | 2,3     |      |
| Italia Europa Insieme    | Piero De Luca          | 38.305  | 23,1 | 2.179                                       | 1,3     |      |
| Civica Popolare          | Piero De Luca          | 38.305  | 23,1 | 822                                         | 0,5     |      |
|                          | Carmine Ansalone       | 6.971   | 4,2  | Liberi e Uguali                             | 6.971   | 4,2  |
|                          | Pio Antonio De Felice  | 2.854   | 1,7  | Potere al Popolo!                           | 2.854   | 1,7  |
|                          | Raffaele Adinolfi      | 1.506   | 0,9  | Il Popolo della Famiglia                    | 1.506   | 0,9  |
|                          | Francesco Vota         | 1.065   | 0,6  | CasaPound Italia                            | 1.065   | 0,6  |
|                          | Giovanna Picardi       | 823     | 0,5  | Italia agli Italiani (FN – FT)              | 823     | 0,5  |
|                          | Alessandro Sergio      | 613     | 0,4  | Partito Comunista                           | 613     | 0,4  |
|                          | Anna Guariniello       | 225     | 0,1  | Partito Valore Umano                        | 225     | 0,1  |
|                          | Valentina Curci        | 200     | 0,1  | Per una Sinistra Rivoluzionaria (SRC – PCL) | 200     | 0,1  |
|                          | Franco Petrillo        | 165     | 0,1  | 10 Volte Meglio                             | 165     | 0,1  |
| Gesamt                   | Gesamt                 | 165.591 | 100  |                                             | 165.591 | 100  |
|                          |                        |         |      |                                             |         |      |
| Ungültige Stimmen        | Ungültige Stimmen      | 6.013   | 3,5  |                                             |         |      |
| Wähler                   | Wähler                 | 171.604 | 72,8 |                                             |         |      |
| Wahlberechtigte          | Wahlberechtigte        | 235.773 |      |                                             |         |      |
|                          |                        |         |      |                                             |         |      |
| Quelle: Innenministerium |                        |         |      |                                             |         |      |

## Seit 2020

### Wahlkreisgebiet
| Wahlkreise – Camera dei deputati – Kampanien | Wahlkreise – Camera dei deputati – Kampanien | Wahlkreise – Camera dei deputati – Kampanien |
| Provinz                                      | Provinz                                      | Gemeinden nach Provinzen ⮞ Wahlkreis |
| -------------------------------------------- | -------------------------------------------- | --- |
|                                              | Metropolitanstadt Neapel (92 Gemeinden)      | Teil Neapels ⮞ Wahlkreis Neapel – Fuorigrotta Teil Neapels ⮞ Wahlkreis Neapel – San Carlo all’Arena 13 ⮞ Wahlkreis Acerra 14 ⮞ Wahlkreis Casoria 16 ⮞ Wahlkreis Giugliano in Campania 28 ⮞ Wahlkreis Somma Vesuviana 20 ⮞ Wahlkreis Torre del Greco |
|                                              | Provinz Avellino (118 Gemeinden)             | alle ⮞ Wahlkreis Avellino |
|                                              | Provinz Benevento (78 Gemeinden)             | alle ⮞ Wahlkreis Benevento |
|                                              | Provinz Caserta (104 Gemeinden)              | 24 ⮞ Wahlkreis Caserta 52 ⮞ Wahlkreis Aversa 28 ⮞ Wahlkreis Benevento |
|                                              | Provinz Salerno (158 Gemeinden)              | 20 ⮞ Wahlkreis Salerno 112 ⮞ Wahlkreis Eboli 26 ⮞ Wahlkreis Scafati |

Der Wahlkreis umfasst 20 Gemeinden der Provinz Salerno (Acerno, Baronissi, Battipaglia, Bellizzi, Bracigliano, Calvanico, Castiglione del Genovesi, Cava de’ Tirreni, Fisciano, Giffoni Sei Casali, Giffoni Valle Piana, Mercato San Severino, Montecorvino Pugliano, Montecorvino Rovella, Olevano sul Tusciano, Pellezzano, Pontecagnano Faiano, Salerno, San Cipriano Picentino und San Mango Piemonte).

### Wahlergebnisse

#### Parlamentswahl 2022
| Kandidaten                          | Kandidaten                 | Stimmen | %    | Listen                                                  | Stimmen | %    |
| ----------------------------------- | -------------------------- | ------- | ---- | ------------------------------------------------------- | ------- | ---- |
|                                     | Giuseppe Bicchielligewählt | 66.123  | 36,3 | Fratelli d’Italia                                       | 42.745  | 23,5 |
| Forza Italia                        | Giuseppe Bicchielligewählt | 66.123  | 36,3 | 14.986                                                  | 8,2     |      |
| Lega per Salvini Premier            | Giuseppe Bicchielligewählt | 66.123  | 36,3 | 6.984                                                   | 3,8     |      |
| Noi Moderati                        | Giuseppe Bicchielligewählt | 66.123  | 36,3 | 1.408                                                   | 0,8     |      |
|                                     | Fulvio Bonavitacola        | 48.040  | 26,4 | Partito Democratico – Italia Democratica e Progressista | 36.892  | 20,3 |
| Alleanza Verdi e Sinistra           | Fulvio Bonavitacola        | 48.040  | 26,4 | 5.283                                                   | 2,9     |      |
| +Europa                             | Fulvio Bonavitacola        | 48.040  | 26,4 | 4.121                                                   | 2,3     |      |
| Impegno Civico – Centro Democratico | Fulvio Bonavitacola        | 48.040  | 26,4 | 1.744                                                   | 1,0     |      |
|                                     | Giuseppe Benevento         | 45.000  | 24,7 | Movimento 5 Stelle                                      | 45.000  | 24,7 |
|                                     | Corrado Naddeo             | 13.119  | 7,2  | Azione – Italia Viva                                    | 13.119  | 7,2  |
|                                     | Simona Libera Scocozza     | 3.236   | 1,8  | Unione Popolare                                         | 3.236   | 1,8  |
|                                     | Cristina Coccia            | 2.266   | 1,2  | Italexit per l’Italia                                   | 2.266   | 1,2  |
|                                     | Gennaro Nenna              | 1.897   | 1,0  | Italia Sovrana e Popolare                               | 1.897   | 1,0  |
|                                     | Gennaro Sammartino         | 1.051   | 0,6  | Partito Animalista – UCDL – 10 Volte Meglio             | 1.051   | 0,6  |
|                                     | Francesco Forte            | 716     | 0,4  | Vita                                                    | 716     | 0,4  |
|                                     | Oreste Agosto              | 611     | 0,3  | Noi di Centro – Europeisti                              | 611     | 0,3  |
| Gesamt                              | Gesamt                     | 182.059 | 100  |                                                         | 182.059 | 100  |
|                                     |                            |         |      |                                                         |         |      |
| Ungültige Stimmen                   | Ungültige Stimmen          | 8.309   | 4,4  |                                                         |         |      |
| Wähler                              | Wähler                     | 190.368 | 59,1 |                                                         |         |      |
| Wahlberechtigte                     | Wahlberechtigte            | 321.899 |      |                                                         |         |      |
|                                     |                            |         |      |                                                         |         |      |
| Quelle: Innenministerium            |                            |         |      |                                                         |         |      |